# Soft Sculpture

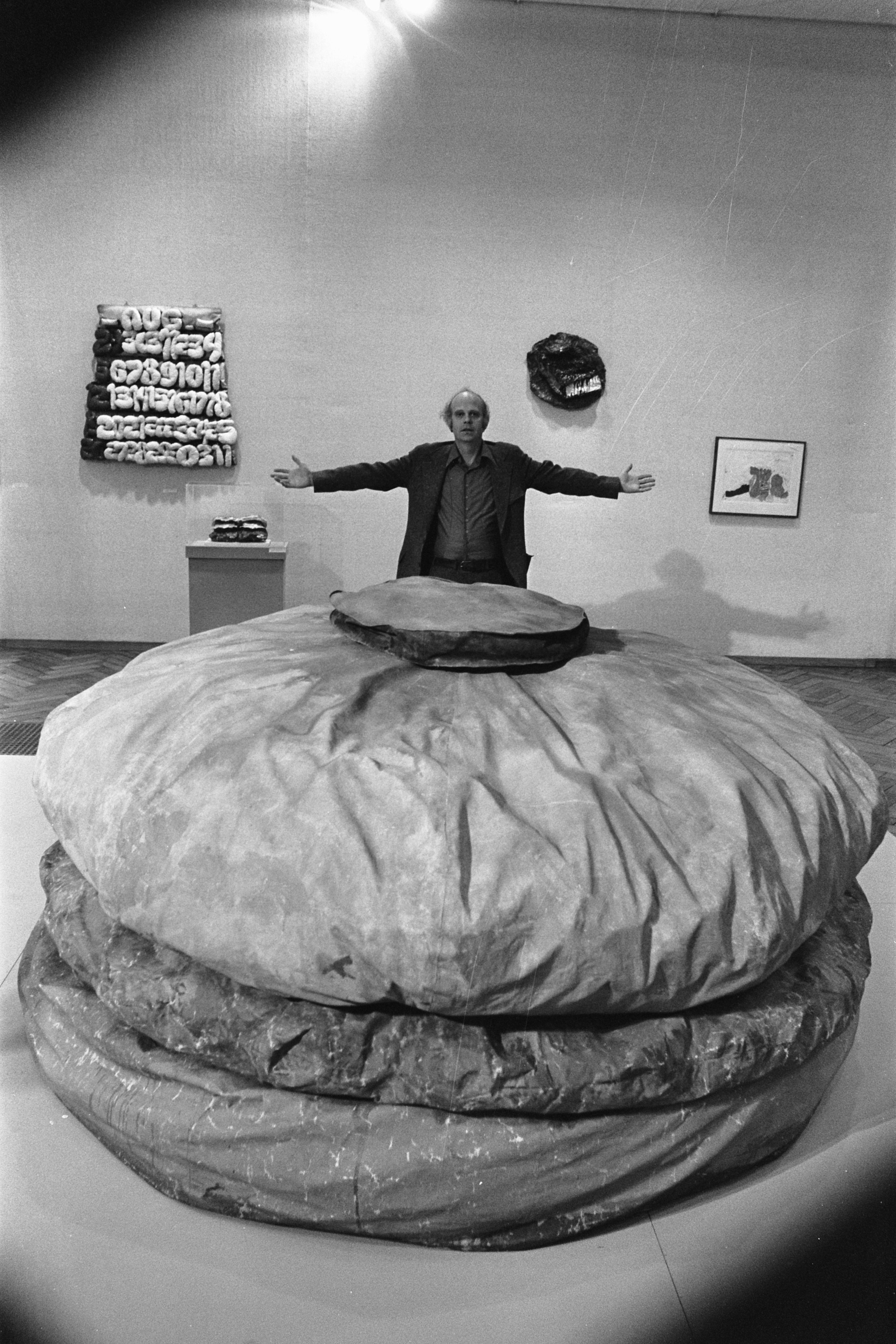
Claes Oldenburg, Floor Burger (1962), Manhattan

Soft Sculptures sind Skulpturen oder dreidimensionale Formen, bei denen Materialien wie Stoff, Fell, Schaumgummi, Plastik, Papier, Fasern oder ähnliche geschmeidige und nicht starre Materialien verwendet werden. Weiche Skulpturen können ausgestopft, genäht, drapiert, geklammert, geklebt, aufgehängt, drapiert oder gewebt werden. Durch diese Materialien und Techniken unterscheiden sich weiche Skulpturen von traditionelleren harten Skulpturen, die beispielsweise aus Stein, Bronze oder Holz gefertigt und anschließend geschnitzt oder modelliert werden.

## Geschichte
Die Soft Sculpture ist eine alte deutsche Technik, die in Japan sehr populär ist. Künstler wie Yayoi Kusama haben das Erbe dieses neuen und innovativen Mediums für Innenarchitekten aufgewertet.
Soft Sculptures wurden in den 1960er Jahren von Künstlern wie Claes Oldenburg und Yayoi Kusama populär gemacht. Claes Oldenburg und anderen Mitgliedern der Pop Art Bewegung wird die Erschaffung der Soft Sculpture zugeschrieben. In dieser Zeit schufen die Mitglieder der Pop-Art-Bewegung Kunstwerke, die Themen der Zeit wie Popkultur, Konsum und Massenproduktion aufgriffen. Oldenburg nahm insbesondere durchschnittliche Alltagsgegenstände und machte sie überlebensgroß; eines seiner bemerkenswertesten Werke aus dieser Zeit ist der „Floor Burger“. Der „Floor Burger“ besteht hauptsächlich aus Leinwand, die mit Schaumstoff und Pappe gefüllt ist. Er enthält ein großes Hamburger-Patty, das in der Mitte von zwei braunen Brötchen eingebettet ist, mit einer Essiggurke als Garnitur auf der Oberseite. Yayoi Kusama ist ebenfalls für den Aufstieg der weichen Skulptur in den 1960er Jahren verantwortlich, obwohl sie glaubt, dass Claes Oldenburg einige ihrer Werke kopiert hat. Eine ihrer populärsten Soft Sculptures trägt den Titel „Accumulation No. 1“. Kusama nähte und bemalte mit der Hand Projektionen, die sie „Phallus“ nannte, und stellte sie auf einen Sessel. Nach der ersten Ausstellung dieses Werks war man überrascht, dass Kusama einen Alltagsgegenstand sexualisiert hatte.
Die Soft Sculpture war in den 1970er Jahren auch ein wichtiges Merkmal der postminimalistischen Kunst. Die Künstler dieser Zeit schufen Skulpturen aus Materialien, die sie in ihrer Umgebung vorfanden. Eine der wichtigsten Künstlerinnen dieser Zeit war Eva Hesse. Eines von Evas bekanntesten Werken hat keinen Titel. Es besteht aus Latex, Schnur, Seil und Draht, die von der Decke herabhängen.

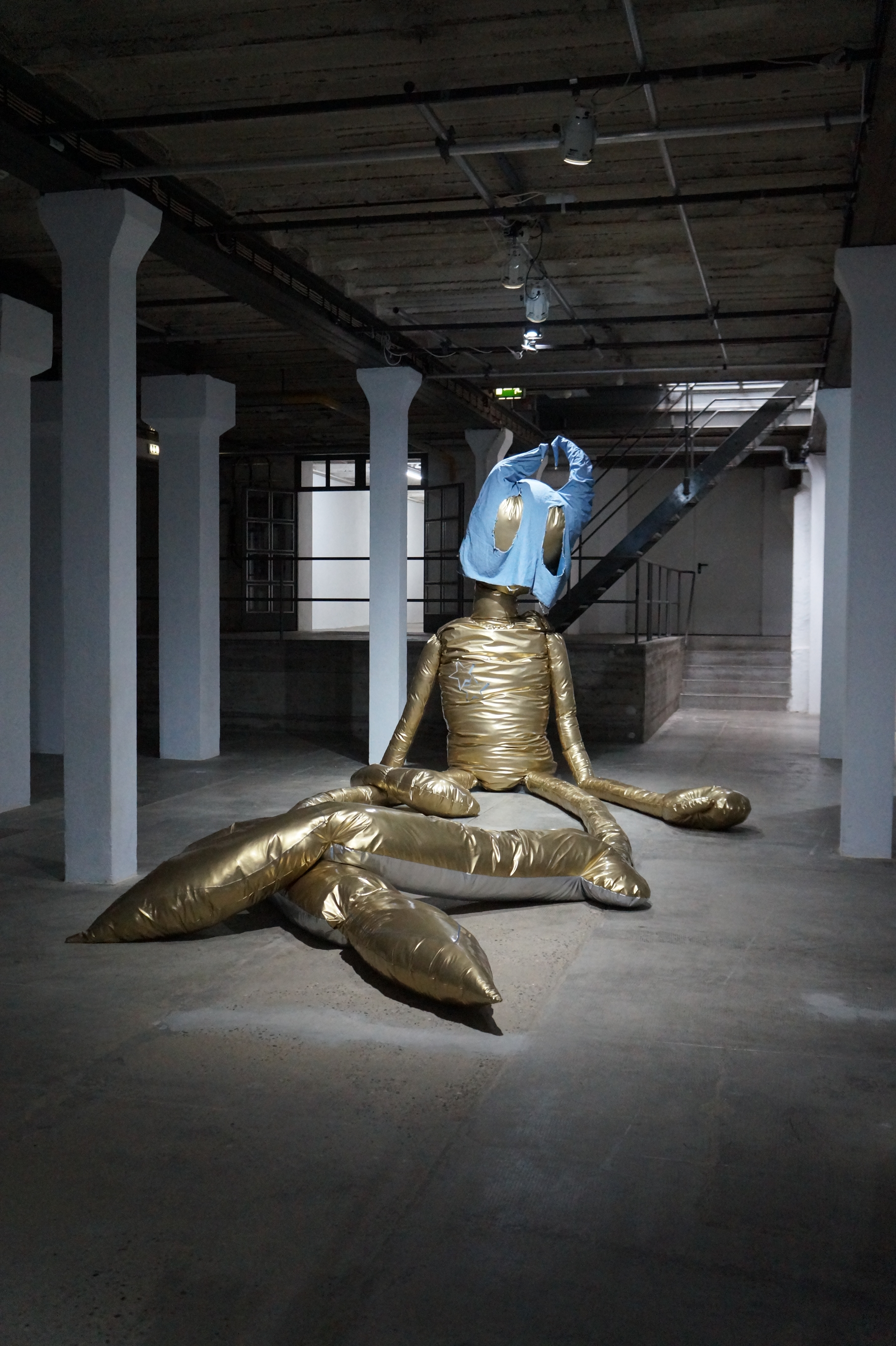
Soft Hero von Thomas Liu Le Lann, Shion (2021), E-Werk Freiburg

Gegen Ende der 1990er Jahre bis in die Gegenwart werden die weichen Materialeigenschaften vermehrt feministische Anliegen, der Auseinandersetzung mit dem Körper, Fragen der kulturellen Aneignung sowie Geschlechterzuschreibungen zur Diskussion gestellt. Die Künstlerin Cosima von Bonin schafft u. a. erschöpfte Plüschtiere, um Themen wie die Erschöpfung in einer von Leistungsdruck geprägten Gesellschaft zu beleuchten, sowie „Tagediebe“, die sich der kapitalistischen Logik verweigern. Die amerikanische Faserkünstlerin Janet Echelman kreiert großformatige Luftskulpturen, die Kunst, Architektur und Ingenieurwesen miteinander verbinden und häufig im öffentlichen Raum installiert werden. In seiner Serie „Soft Heroes“ entwickelt Thomas Liu Le Lann seit Ende der 2010er Jahre zarte Helden, Protagonisten mit menschlichen Manierismen, die seine Ausstellungen lasziv bevölkern, um Eigenschaften wie Passivität, Weichheit und Zerbrechlichkeit in den Vordergrund zu rücken.

### Vertreter der Soft Sculpture (Auswahl)

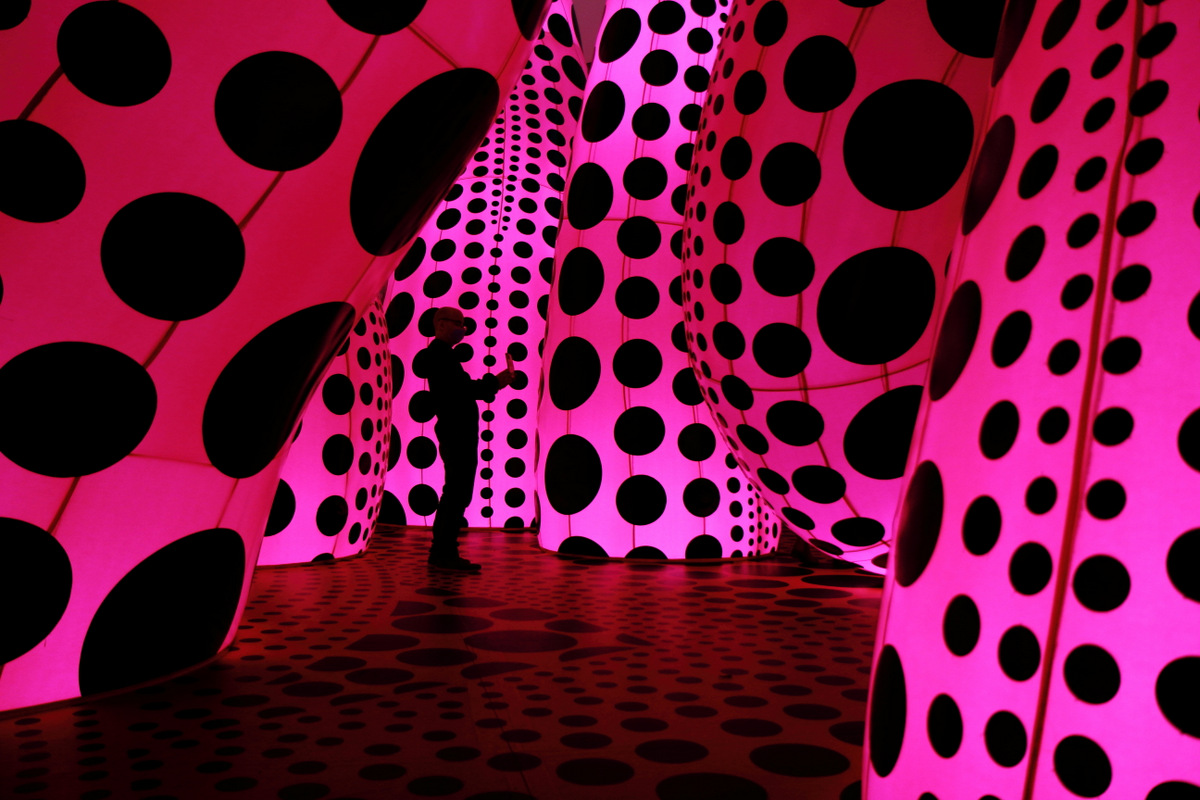
Yayoi Kusama, A Bouquet of Love I Saw in the Universe (2021), Tel Aviv Museum of Art

- Magdalena Abakanowicz
- Lynda Benglis
- Joseph Beuys
- Louise Bourgeois
- Isabelle de Borchgrave
- Janet Echelman
- Jann Haworth
- Eva Hesse
- Mark Jenkins
- Dylan Jones
- Charleen Kinser

- Thomas Liu Le Lann
- Annette MessagerYayoi Kusama, A Bouquet of Love I Saw in the Universe (2021), Tel Aviv Museum of ArtRobert Morris

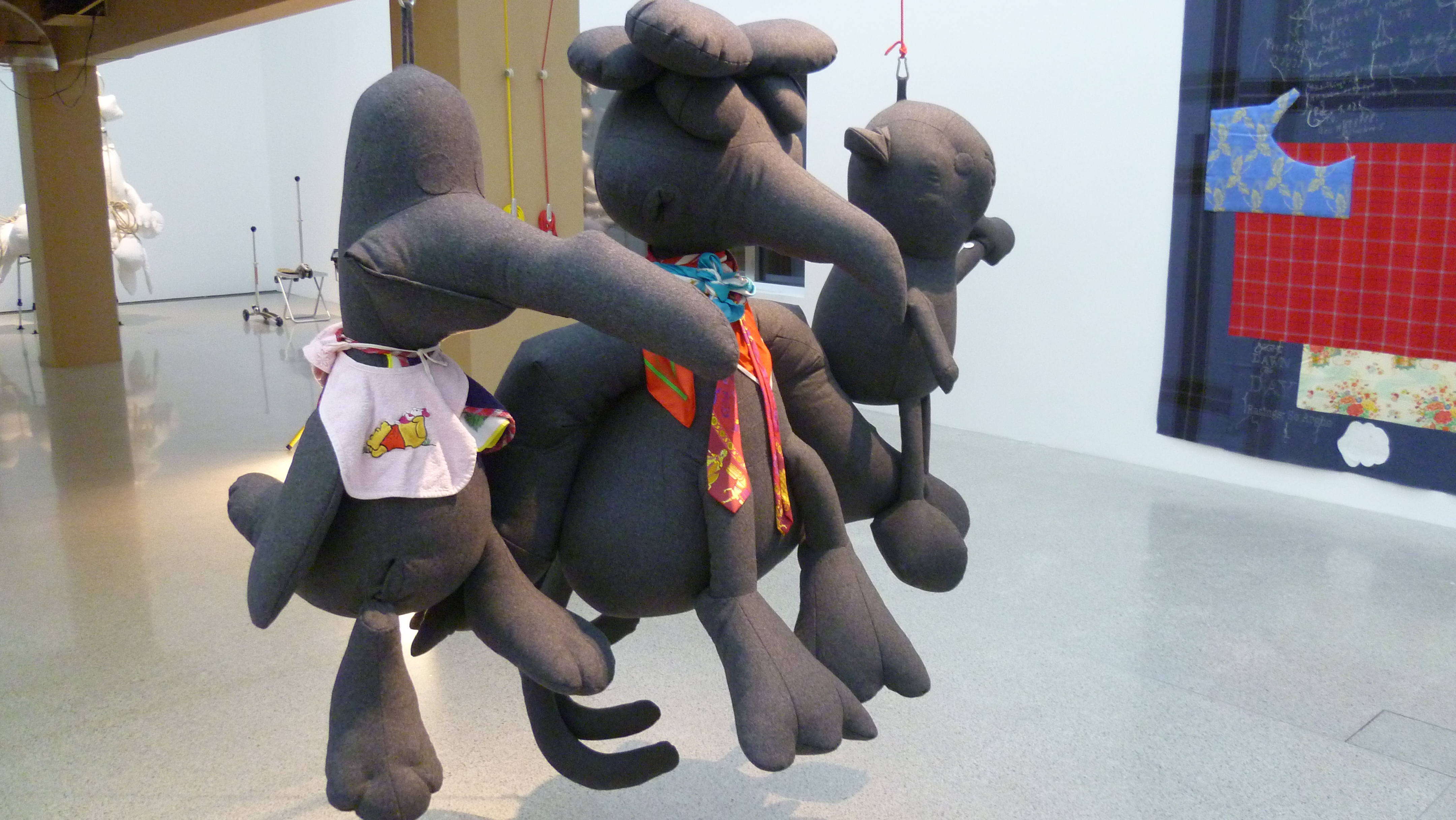
Cosima von Bonin, Thrown Out of Drama School (2014), mumok, Wien

- Senga Nengudi
- Susan Mohl Powers
- Xavier Roberts
- Faith Ringgold
- Richard Serra
- Marjorie Strider

- Lucy Sparrow